# Calliphlaeoba celebensis
Calliphlaeoba celebensis är en insektsart som beskrevs av Willy Adolf Theodor Ramme 1941. Calliphlaeoba celebensis ingår i släktet Calliphlaeoba och familjen gräshoppor. Inga underarter finns listade i Catalogue of Life.